# 120'erne f.Kr.
Århundreder: 3. århundrede f.Kr. – 2. århundrede f.Kr. – 1. århundrede f.Kr.
Årtier: 170'erne f.Kr. 160'erne f.Kr. 150'erne f.Kr. 140'erne f.Kr. 130'erne f.Kr. – 120'erne f.Kr. – 110'erne f.Kr. 100'erne f.Kr. 90'erne f.Kr. 80'erne f.Kr. 70'erne f.Kr.
År: 129 f.Kr. 128 f.Kr. 127 f.Kr. 126 f.Kr. 125 f.Kr. 124 f.Kr. 123 f.Kr. 122 f.Kr. 121 f.Kr. 120 f.Kr.